# 特热邦市政厅
特热邦市政厅（Radnice）位于捷克特热邦市中心的马萨里克广场，是广场上的主要建筑，拥有一座高31米的引人注目的钟楼、 洋葱形屋顶和画廊。

## 历史
市政厅建于1566年，位于两座烧毁房屋的遗址上，这两座房屋在1562年特热邦大火期间被毁。 在此之前，市议员们是在城堡附近的一个市民家里举行会议，需要建设足够使用的市政建筑，当地人也渴望能拥有一座地标建筑。 。1618年大火后，1638年由斐迪南三世出资, 由意大利建筑商雅库布·科拉贝尔重建，并修建了一座巨大的31米高的四层塔楼，全年对公众开放。
1781年大火烧毁市政厅及镇上大部分地区，此后在1808–1812年期间完成重建。